# An Image of the Past
An Image of the Past è un cortometraggio muto del 1915 diretto da Tod Browning.

## Produzione
Il film fu prodotto dalla Majestic Motion Picture Company

## Distribuzione
Distribuito dalla Mutual Film, il film - un cortometraggio di una bobina - uscì nelle sale cinematografiche USA il 30 marzo 1915.